# Projektion (film)
|  | Denne artikel er oprettet af botten Steenthbot ud fra en ekstern database. Den kan derfor have sproglige fejl eller mangler. Denne skabelon kan fjernes efter kontrol af indholdet. |

 For alternative betydninger, se Projektion. (Se også artikler, som begynder med Projektion)
Projektion er en dansk kortfilm fra 1993 instrueret af Anja Franke efter eget manuskript.

## Handling
En installation bestående af fem dele. En videoprojektor anbragt i rummets ene ende på en træhylde hængende ned fra loftet. På væggen er projiceret en videooptagelse, der viser en kvindelig model, dansende et forløb, der er redigeret i opbrudte enkeltsekvenser á 2 minutter og 50 sekunder. Sekvenserne optræder med minimal variation.